# Jost Van Dyke
På omtrent 8 kvadratkilometer, er Jost van Dyke den mindste af de fire vigtigste øer i de britiske Jomfruøer, den nordlige del af øgruppen Jomfruøerne, der ligger i Atlanterhavet og det Caribiske Hav. Jost Van Dyke ligger omkring 5 miles nordvest for Tortola og 5 miles nord for Sankt Jan. Little Jost Van Dyke ligger ud for den østlige ende af øen.